# Émission des missionnaires (Hawaï)
Pour l’article homonyme, voir émission des missionnaires.

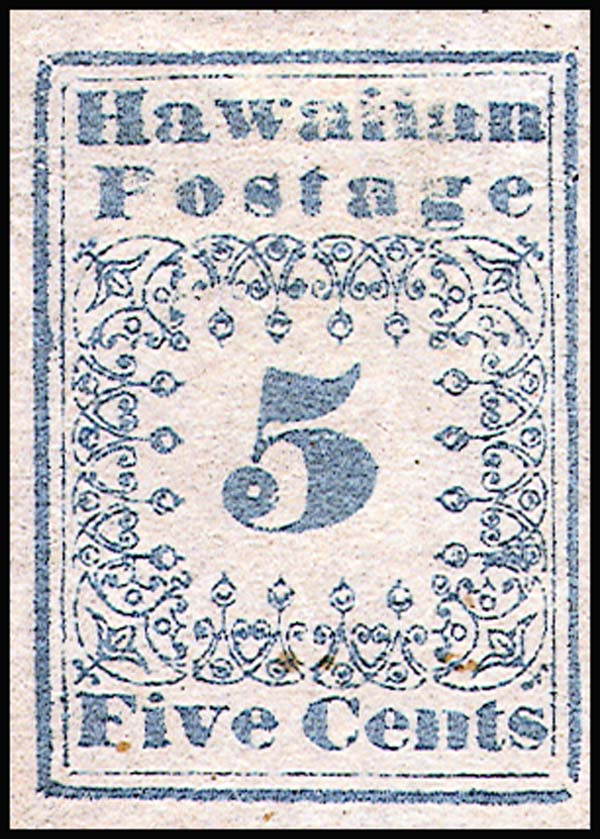
Timbre hawaiien des missionnaires de 5 cents.

Les timbres de l’émission des missionnaires (Hawaiian Missionaries) sont les premiers timbres-poste utilisés à Hawaï au début des années 1850. 
Leur nom provient du fait qu'ils sont principalement connus sur la correspondance de missionnaires, principalement envoyée aux États-Unis.
Parmi les falsifications connues de ces timbres, ceux désignés par le nom de leur découvreur George Grinnel sont célèbres car leur authenticité ou leur fausseté est l'objet de débats et d'expertises depuis les années 1920.

## Carrière
Au début du XIXe siècle, le courrier d'Hawaï est confié à des capitaines de navires. En 1849, le gouvernement d'Hawaï décide d'instaurer un bureau de poste et des tarifs postaux pour mieux gérer les flux de courrier croissant entre l'archipel et San Francisco, aux États-Unis. Les timbres sont imprimés par Henry M. Whitney, premier maître de poste d'Honolulu et imprimeur du journal hebdomadaire gouvernemental, The Polynesian.
Dans un carré de décorations dessinées, est imprimée la valeur faciale en chiffres. Au-dessus de ce carré, la mention « Hawaiian Postage » et en dessous la valeur en lettres en cents. Tous les timbres sont imprimés à l'encre bleue.
Trois valeurs sont émises le 1er octobre 1851 : 2 cents, 5 cents et 13 cents. Le courrier circulant à l'intérieur de l'archipel étant distribué gratuitement jusqu'en 1859, les Missionnaires servent sur le courrier pour l'étranger ou en provenance de l'étranger : 2 cents pour les journaux, 5 cents pour le transport maritime d'une lettre, 13 cents assurait le transport jusqu'aux États de la Côte Est des États-Unis. Pour ce dernier type de courrier, un timbre à date rouge signalait que le port était payé pour la traversée des États-Unis : « U.S. Postage Paid ».
En novembre 1852, un nouveau timbre de 13 cents est émis avec la mention imprimée « H.I. & U.S. Postage » (Port pour les îles Hawaii et les États-Unis) pour clarifier son rôle.
Peu nombreux et imprimés sur un papier très fin, les exemplaires connus sont souvent abîmés ou réparés.
Ensuite, de 1853 à 1893, les timbres d'Hawaii portent des portraits royaux. Pendant la République (1893-1894), ils sont remplacés par des paysages et le président Sanford Ballard Dole de 1894 à 1899, et sur timbre de service du Département des Affaires étrangères, Lorrin Thurston. Depuis le 14 juin 1900, les timbres des États-Unis sont utilisés à Hawaii.

## Falsifications
Dès les années 1860, apparaissent des falsifications de cette série de timbres, découvertes tardivement par les collectionneurs.
Certains faux sont réalisés à partir d'une reproduction imparfaite publié en octobre 1864 dans la revue française Le Collectionneur de timbres-poste d'Arthur Maury. Ce dessin a servi dans le catalogue Scott jusqu'en 1997.
Les faussaires peuvent s'inspirer de photographies prises lors d'une présentation de Thomas Tapling pendant l'exposition de Londres de 1890 ou imprimées dans l’History of the Postal Issues of Hawaii de Brewster Cox Kenyon publié en 1895.

### LesGrinnell Missionaries
Parmi les falsifications de ces timbres hawaiiens, les « Grinnells » sont les plus connus car leur authenticité est la plus disputée. Cette qualité est l'objet d'un procès en 1922 entre leur découvreur, George Grinnel, et son seul acheteur, John Klemann. Malgré un jugement les déclarant faux, les héritiers de Grinnell et de Charles Shattuck, qui les lui aurait donnés, plaident l'authenticité de ces timbres.

#### Nombres
Au fur et à mesure des expertises menées au cours du XXe siècle, soixante-et-onze timbres ont été recensés : dix-huit neufs dont cinq paires et cinquante-trois oblitérés. 
En 2005, cependant, dix timbres (six neufs et quatre oblitérés) montés sur une carte par Grinnell pour sa collection personnelle sont présentés publiquement par ses héritiers.

#### Leur découverte
En juin 1918, George H. Grinnell, un enseignant de Los Angeles, affirme avoir obtenu plusieurs dizaines de timbres d'Hawaii de Charles Shattuck, dont la mère a correspondu avec l'épouse d'un missionnaire dans les années 1850. Après avoir constitué un lot de trente-cinq timbres, Grinnell prend contact avec des négociants qui, face à l'importance du lot, en appellent à des confrères plus fortunés. En décembre 1919, Grinnell vend ainsi quarante-trois timbres pour 65 000 dollars à John A. Klemann de la Nassau Stamp Company de New York. Cependant, le premier client de Kleman, Alfred H. Caspary, constate des différences entre les seize timbres qu'il a achetés 75 000 dollars le 13 décembre et ceux qu'il possède déjà : la typographie, les oblitérations présentent des différences. De plus, d'après le collectionneur, l'encre contient de l'aniline inventée après l'émission des timbres. Jugeant avoir affaire à des faux, il les rend à Kleman.
Dès le 24 décembre 1919, Kleman est à Los Angeles pour présenter les quarante-trois timbres à un agent du Secret Service. Le capitaine William P. Walsh les marque au dos de ses initiales et de la date.
Le procès intenté par Kleman contre Grinnell a lieu en mai et juin 1922 avec un important retentissement médiatique puisque l'année précédente, la vente de la collection de Philippe de Ferrari en France a fait d'un des Missionnaires de 2 cents, le timbre alors le plus cher de l'histoire philatélique. Des experts y comparent les exemplaires vendus par Grinnell avec des timbres de collectionneurs californiens. L'Espagnol Manuel Galvez démontre qu'ils ont été créés avec la technique de photo-engraving et que les oblitérations ont été appliquées en plusieurs fois par groupes de lettres et d'éléments. La veuve et la fille de Shattuck, mort le 30 novembre 1919, affirment que le vieil homme n'aurait jamais donné ces timbres à Grinnell. Grinnel plaide l'ignorance de la falsification et qu'il les a vendus tel quel, sans garantir de lui-même leur authenticité.
Finalement, le verdict du juge affirme que les timbres vendus par Grinnel sont des faux, réalisés par une gravure créée par photographie et que Grinnel a raconté des faits qu'il savait faux. Grinnel récupère ses vignettes et doit rembourser les 65 000 dollars avec des intérêts.

#### Les doutes
En octobre 1923, George Grinnell apprend d'Edward Shattuck, le fils de Charles, que sa famille a menti au procès pour bénéficier d'une part de l'argent récupéré par Kleman,. En échange d'un partage des bénéfices de la vente des timbres, les Shattuck reviennent sur leurs témoignages. Cependant, le juge refuse de revenir sur son jugement de 1922 et il est impossible alors de réussir à vendre ces timbres réputés faux.
En 1927, les Shattuck et Grinnel se partagent le lot et continuent à chercher un moyen de prouver leur authenticité. Après la mort de Grinnel en 1949, sa petite-fille et son mari, Carol et Vince Arrigo, héritent de sa part et font effectuer des analyses et des comparaisons qui concluent que leurs timbres peuvent avoir été fabriqués dans les années 1850, sans faire changer l'avis du monde philatélique. En mai 2006, la Royal Philatelic Society London confirme ainsi que cinquante-cinq de ces timbres sont contrefaits dans un ouvrage de Patrick Chilton Pearson.

#### L'hypothèse Emerson
Carol et Vince Arrigo ont apporté des éléments sur la possibilité que les Grinnells soient authentiques et que leurs différences soient dues à William Emerson, fils d'une famille de missionnaires et apprenti d'Henry Whitney, le maître de poste d'Honolulu, au moment de l'émission des timbres.
Fin 1851, malade, Emerson retourne chez ses parents à Waialua, sur l'île O'ahu. D'après le couple Arrigo, il y aurait été non officiellement postier, en amenant avec lui des timbres et des cachets. Sa famille aurait envoyé du courrier à des connaissances de Nouvelle-Angleterre, dont des timbres neufs qui pouvaient servir à payer l'affranchissement pour le retour du courrier. Une des correspondantes d'Ursula Emerson, la mère de William, est Hannah Shattuck, une amie d'enfance résidant à Nelson, dans le New Hampshire. Hannah meurt en 1856 et son fils Charles emménage à Los Angeles en emportant un livre de sermons, dans lequel ont été placés les timbres hawaiiens qu'il vend à Grinnell en 1918.
En mars 1852, sa santé empirant, Emerson prend la mer à la recherche d'un climat plus agréable, mais meurt pendant la traversée. Les dates de sa présence à Waialua correspondent aux dates apparaissant sur les timbres de Grinnell.
Cette hypothèse expliquerait les différences des timbres à date avec les marques habituelles d'Honolulu et la présence de timbres neufs dans la collection Grinnell.

#### La carte de dix exemplaires
En 2005, Carol et Vince Arrigo essaient de vendre leurs timbres et les confient à la Mystic Stamp Company. Celle-ci les présente à l'exposition philatélique internationale de Washington de 2006. Ils dévoilent également dix timbres non connus que George Grinnel avait monté sur une carte pour sa collection personnelle.
À partir de photographies de cette carte, Ken Lawrence, membre du Comité d'experts de l'American Philatelic Society, et Dick Celler constatent que deux des timbres de 13 cents présentent des dessins et des oblitérations plus proches de celles des timbres authentifiés que des autres « Grinnells ».

### Sources de l'article
Articles :
- Julia Lee, « 32 Grinnell Missionaries come on to the market after 80 years » et « What's so important about the Grinnells? », Stamp Magazine n°73-5, mai 2007, page 8.
- Ken Lawrence, « Roses amongst the thorns? » (des roses parmi les épines), dossier publié dans Stamp Magazine no 73-10, octobre 2007, pages 44-48. Ken Lawrence, membre du Comité d'experts de l'American Philatelic Society, présente en fin d'article son hypothèse que deux des timbres de la carte dévoilée en 2005 sont authentiques.

Catalogues :
- Michel, Übersee-Katalog. Nord- und Mittelamerika, 2000, pages 273-275.
- Catalogue de timbres-poste Yvert et Tellier, tome 3, Outre-mer, 1961, pages 679-681.